# Jan Plamper

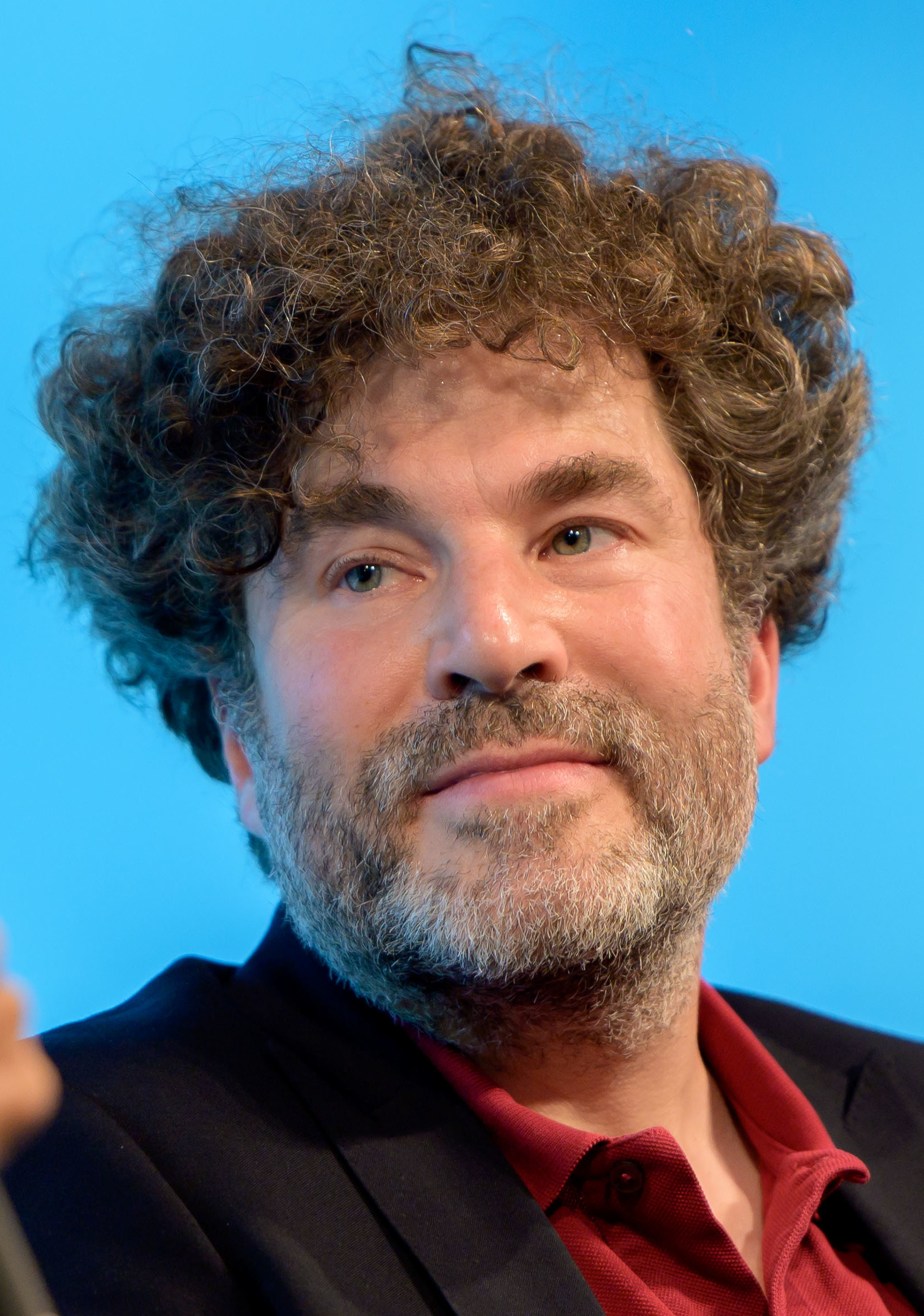
Jan Plamper bei der Vorstellung seines Buchs Das neue Wir, 2019

Jan Plamper (* 23. März 1970 in Laichingen; † 30. November 2023 in Berlin) war ein deutscher Historiker und zuletzt Professor für Geschichte an der University of Limerick. Seine Forschungsgebiete waren unter anderem Osteuropäische Geschichte, Emotionsgeschichte, Sinnesgeschichte und Migrationsgeschichte.

## Leben
Nach dem Abitur 1989 am Uhland-Gymnasium Tübingen und dem Bachelor of Arts 1992 in Geschichte an der Brandeis University machte er mit Aktion Sühnezeichen Friedensdienste bis 1994 einen Anderen Dienst in der offenen Altenarbeit bei Memorial in St. Petersburg.
2001 wurde er in Geschichte bei Yuri Slezkine an der University of California, Berkeley mit einer Arbeit über den Personenkult Josef Stalins promoviert. Von 2001 bis 2008 war er Wissenschaftlicher Assistent bei Dietrich Beyrau am Institut für Osteuropäische Geschichte der Eberhard Karls Universität Tübingen, von 2008 bis 2012 Dilthey Fellow der Fritz Thyssen Stiftung in Ute Freverts Forschungsbereich Geschichte der Gefühle am Berliner Max-Planck-Institut für Bildungsforschung und von 2012 bis 2021 Professor für Geschichte am Goldsmiths College der University of London, wo er MA-Programme in Queerer und Schwarzer britischer Geschichte initiierte. Plamper war Förderstipendiat am Historischen Kolleg in München und Fellow am Wissenschaftskolleg zu Berlin, Imre Kertész Kolleg Jena und Alfried Krupp Wissenschaftskolleg Greifswald.
Seine unter dem Titel Alchimija wlasti erschienene Studie über den Bilderkult um Stalin wurde in Russland ein Bestseller.
Er war der Bruder des Hörspielmachers Paul Plamper und in zweiter Ehe verheiratet mit der Animationskünstlerin Evgenia Gostrer. Jan Plamper starb an Krebs im Alter von 53 Jahren in Berlin.

## Schriften

### Monographien
- The Stalin Cult: A Study in the Alchemy of Power. Yale University Press, New Haven CT u. a. 2012, ISBN 978-0-300-16952-2.
- Geschichte und Gefühl: Grundlagen der Emotionsgeschichte. Siedler, München 2012, ISBN 978-3-88680-914-1.
- Das neue Wir. Warum Migration dazugehört: Eine andere Geschichte der Deutschen. S. Fischer, Frankfurt am Main 2019, ISBN 978-3-10-397283-2.[7]

### Herausgeberschaft
- Mit Klaus Heller (Hrsg.): Personality Cults in Stalinism – Personenkulte im Stalinismus. V & R unipress, Göttingen 2004, ISBN 3-89971-191-2.
- Grenzgang in der Geschichte. Wissenschaftskulturen im internationalen Vergleich, Zeitschrift für Geschichtswissenschaft 52, Heft 10 (2004).
- Emotional Turn? Feelings in Russian History and Culture, Slavic Review 68, Heft 2 (2009).
- Mit Schamma Schahadat, Marc Elie (Hrsg.): Rossijskaja imperija čuvstv: Podchody k kul’turnoj istorii ėmocij. NLO, Moskau 2010, ISBN 978-5-86793-785-0.
- Mit Benjamin Lazier (Hrsg.): Fear Beyond the Disciplines, Representations, Heft 110 (2010).
- Mit Benjamin Lazier (Hrsg.): Fear: Across the Disciplines, University of Pittsburgh Press, Pittsburgh 2012, ISBN 978-0-8229-6220-5.
- Mit Nikolaj Michajlov (Hrsg.): Malen’kij čelovek i bol’šaja vojna v istorii Rossii, seredina XIX – seredina XX v. Nestor-Istorija, St. Petersburg 2014, ISBN 978-5-4469-0480-8.